# Konstantínovsk
Konstantínovsk - Константиновск (rus) - és una ciutat de Rússia que es troba a l'óblast de Rostov. Es troba a la vora dreta del riu Don, a mig camí entre Rostov del Don i l'embassament de Tsimliansk. El riu Donets, afluent del Don, desemboca a la vora dreta.
Pertanyen a aquest municipalitat els municipis de Vedérnikov, Kostino-Gorski, Mikhàilovski, Starozolotovski i Khriaixsevski.

## Història

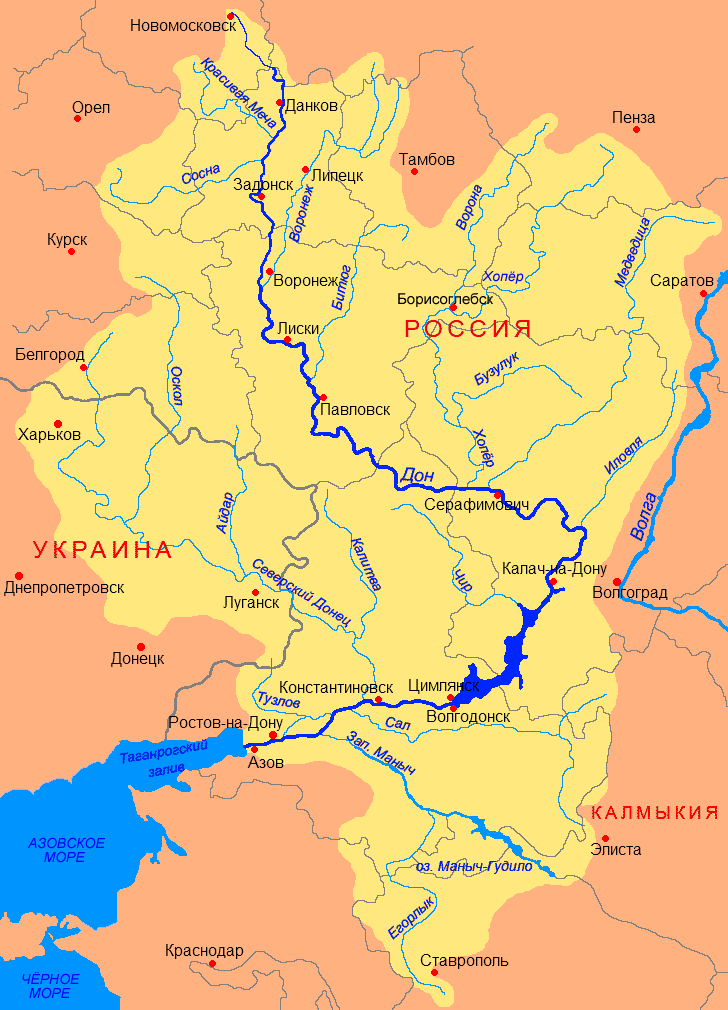
Mapa en rus del riu Don en què apareix Konstantínovsk sobre la vora dreta del seu curs baix, a mig camí entre Rostov del Don i l'embassament de Tsimliansk.

Els primers assentaments cosacs a la regió del Don es remunten al segle xvi, essent de caràcter militar, dotats de defenses senzilles. Habitualment es trobaven a la vora dels principals rius o en petites illes per tal de comptar amb defenses naturals. Aquest és el cas de Babei, l'assentament que va precedir Konstantínovsk, situat a l'illa de Lutxka, al riu Don, immediatament al sud-oest de la ciutat. La primera menció de la vila, amb el nom de Verkhnie Razdori (stanitsa Bàbskaia), es troba en la Descripció del riu Don de Vorónej a Azov, a la mar Negra, quantes verstes i assentaments cosacs, i quants cosacs a la vora del Don, els quals viuen en assentaments. El document conté informació sobre 31 localitats cosaques, els seus habitants i ocupacions. Segons l'historiador V.N. Koroliov, el text és del 1593, per la qual cosa s'accepta aquesta data per a la fundació de l'stanitsa Bàbskaia.
L'stanitsa Vedérnikovskaia, situada amunt del Don, fou fundada el 1672, i rebé el nom del seu fundador, el cosac Vedérnikov. D'aquesta data és la narració del viatge pel Don de l'ataman Frol Miniàiev, que cita tant Babei com Vedérnikovskaia. El 1802 la terra dels cosacs del Don es dividia en set regions: Txerkaski, I-Don, II-Don, Ust-Medvéditski, Khopiorski, Donetski i Miüski. El 1835, Vedérnikovskaia fou nomenada centre de la regió I-Don. El 1839, el Departament d'Assentaments Militars de la Terra de l'Exèrcit del Don va decidir unir les stanitses Bàbskaia i Vedérnikovskaia per formar l'stanitsa Konstantínovskaia, batejada així en honor del gran duc Constantí de Rússia. El 1850 hi arribaren les primeres 50 famílies de Bàbskaia, i el 1859 hi havia ja 156 llars i 922 habitants. El 1864 es dava per acabat el trasllat de les dues stanitses antigues a la nova, nomenada centre oficial de la regió aquell any. Gràcies a la seva posició, més avantatjosa, la vila va créixer ràpidament, amb indústria de la fusta que es transportava pel riu, producció de pa i tallers. Poc després s'hi inauguraren una escola i un gimnnàs.
Després del seu nomenament com a cap de districte, s'hi començaren a edificar construccions administratives d'acord amb un pla urbà fixat, amb carrers i places. Al centre de la localitat s'hi construïren cases comercials de dues plantes. El 1874 s'hi instal·là l'enllumenat amb fanals de petroli, tres per illa. El 1885, el iessaül Frol Petróvitx Kriukov inaugurà la primera biblioteca i el 1887 s'instal·lava la primera impremta privada. El 1908 començà la construcció d'un pont flotant sobre el Don, molt necessari per als habitants de la vila, que posseïen terres de conreu i boscs a la vora esquerra del riu.
El 191 es dotava la ciutat d'aigua corrent i d'electricitat. El 14 d'octubre del 1912 es publicava el primer número del diari Notícies i anuncis de Konstantínovskaia, publicat i redactat per K.M. Boldriev. Es distribuïa gratuïtament, car els ingressos eren generats per la publicitat comercial. Fou el primer diari rural de la regió del Don. El 1935 a l'stanitsa hi havia 935 llars i 6.797 habitants. A començaments del segle XX s'hi construïren moltes cases i edificis de maons, amb la qual cosa l'stanitsa va adquirir un aspecte més modern.
Durant els anys de la Guerra Civil Russa, Konstantínovskaia i el Primer Districte del Don eren considerats un dels principals punts de suport per a la contrarevolució. Durant un temps, l'ataman militar de l'Exèrcit del Don i el seu estat major es traslladaren de Novotxerkask a Konstantínovskaia. El 1920, quan tota la província del Don estava ja en poder de l'Exèrcit Roig, amb el desembarcament del coronel Nazàrov a la mar d'Azov, el seu proper objectiu era Konstantínovskaia.
Després de la Revolució, a poc a poc es recuperà l'activitat agrícola, comercial i social. La col·lectivització de la terra, la deskulakització i la descosaquització de postguerra, pràcticament destruïren la manera de viure dels cosacs a la regió. El 1941, l'estatut de la vila fou canviat pel d'assentament de treball i s'anomenà Konstantínovski.
Durant la Gran Guerra Pàtria, l'important pas sobre el Don fou bombardejat fortament per l'aviació de l'Alemanya Nazi. A Konstantínovski, proper al front, s'instal·laren hospitals militars. La vila fou ocupada per la Wehrmacht a finals del 1941. El 18 de gener del 1943 fou alliberada per les divisions 24a (condecorada amb l'Orde de la Bandera Roja) i 315a de Fusellers de l'Exèrcit Roig. Als combats per l'alliberament de la regió moriren 3.575 soldats i oficials, que estan enterrats en 26 fosses commemoratives distribuïdes per la zona.
Després de la guerra es desenvolupà a la vila la indústria dels productes agrícoles elaborats. La construcció del canal Volga-Don creà noves possibilitats per al desenvolupament econòmic. La mida del moll s'incrementà per acollir navilis multicoberta. El 20 de novembre del 1967 la vila rebé l'estatus de ciutat.
A la dècada del 1970 s'estudià la possibilitat de construir al Don la central hidroelèctrica Nikolàievski, amb un complex de preses, rescloses, etc. Tanmateix, la crisi econòmica de la Unió Soviètica impedí dur a terme aquests plans (1982), que haguessin fet de Konstantínovsk el principal centre energètic del sud de Rússia. El 1978 s'instal·là la xarxa de gas natural.